# Ania Bukstein

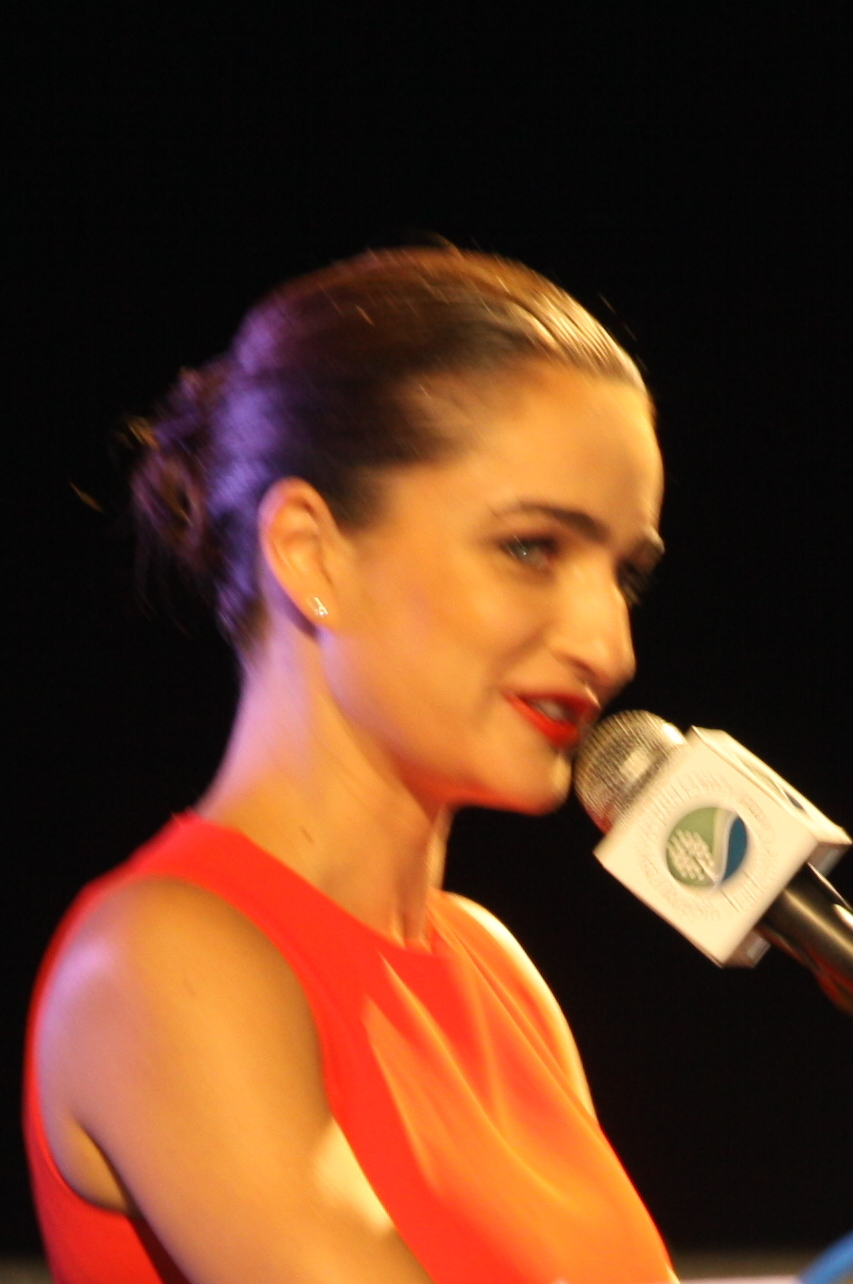
Ania Bukstein (2016)

Ania Bukstein (hebräisch אניה בוקשטיין; * 7. Juni 1982 in Moskau) ist eine israelische Schauspielerin.

## Leben und Leistungen
Bukstein debütierte als Kind im israelischen Filmdrama Eretz Chadascha aus dem Jahr 1994. Ihr nächster Film, das israelische Drama Matana miSchamajim (2003), wurde für insgesamt elf Awards of the Israeli Film Academy – darunter in der Kategorie Bester Film – nominiert. Für ihre Rolle in der Komödie Schwartz Dynasty (2005) wurde Bukstein für den Award of the Israeli Film Academy nominiert.
Im Filmdrama The Secrets (2007) spielte Bukstein neben Fanny Ardant eine Tochter eines orthodoxen Rabbiners, die mit einem anderen Mädchen eine lesbische Beziehung eingeht. Diese Rolle brachte ihr im Jahr 2007 eine Nominierung für den Award of the Israeli Film Academy in der Kategorie Beste Hauptdarstellerin.

## Filmografie (Auswahl)
- 1994: Eretz Chadascha (dt. neues Land)
- 2003: Matana miSchamajim (dt. Geschenk des Himmels)
- 2005: Schwartz Dynasty (Schoschelet Schwartz)
- 2006: Foul Gesture
- 2007: The Secrets (haSodot) (Hauptrolle)
- 2007–2014: Ha-Borer (Fernsehserie) (dt. Schiedsrichter)
- 2010: Rabies (Kalevet) (Hauptrolle)
- 2012: Dirizhyor
- 2012: Dead Europe
- 2013: Les interdits
- 2013: Everywhere But Here
- 2014: Amamiyot (Fernsehserie)
- 2015: Kfulim
- 2016: Game of Thrones (Fernsehserie)
- 2016: Lev shaket meod
- 2017: HaMoadon LeSafrut Yaffa Shel Hagveret Yanlekova
- 2019: The Grave (Fernsehserie)
- 2019–2022: Magpie (Fernsehserie)
- 2020–2021: PPS (Fernsehserie)
- 2022: All I Can Do
- 2022: The Other Widow
- 2023: For All Mankind (Fernsehserie)
- 2025: The German

## Diskografie

### Alben
- 2013: אניה בוקשטיין
- 2017: רוקדת
- 2025: ילדות גדולות

### Singles (Auswahl)
- 2017: רוקדת (mit Offer Nissim)
- 2020: כל היום (mit Harel Skaat)